# 1644
1644 (MDCXLIV) byl rok, který dle gregoriánského kalendáře započal pátkem a skončil sobotou a byl přestupný.

## Události
- v Číně byla svržena dynastie Ming

### Probíhající události
- 1568–1648 – Nizozemská revoluce
- 1568–1648 – Osmdesátiletá válka
- 1618–1648 – Třicetiletá válka
- 1635–1659 – Francouzsko-španělská válka
- 1642–1651 – Anglická občanská válka
- 1643–1645 – Kieftova válka

## Narození
Česko
- 12. srpna – Heinrich Biber, česko-rakouský hudební skladatel († 3. května 1704)
- 31. prosince – Jan František Kryštof z Talmberka, římskokatolický duchovní a třetí biskup královéhradecké diecéze († 3. dubna 1698)
- neznámé datum
  - Jan Josef Božan, římskokatolický kněz a básník († 1. července 1716)
  - Václav Karel Holan Rovenský, český hudební skladatel († 27. února 1718)
  - Jan Bedřich z Valdštejna, arcibiskup pražský († 3. června 1694)

Svět
- Antonio Stradivari (* 1644) 05. ledna – Giuseppe Mazzuoli, italský barokní sochař, pracující v Římě († 1725)

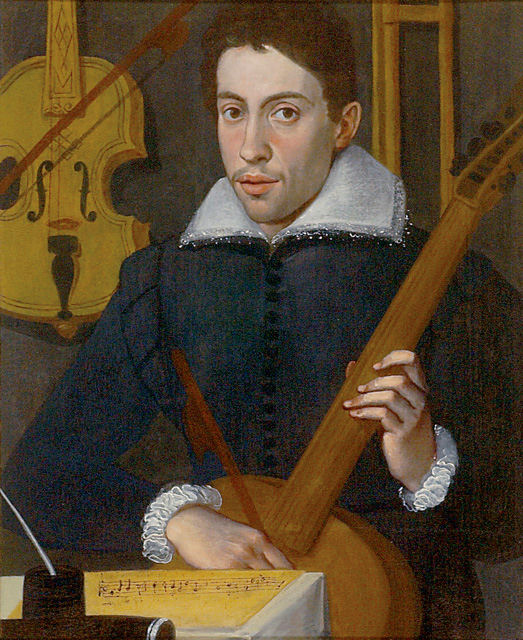
Antonio Stradivari (* 1644)

- 12. února – Jakob Ammann, švýcarský mennonitský kazatel a pravděpodobně krejčí († před 1730)
- 07. dubna – François de Neufville de Villeroy, francouzský vojevůdce († 18. července 1730)
- 11. dubna – Marie Johanna Savojská, německá šlechtična († 15. března 1724)
- 16. června – Henrietta Anna Stuartovna, dcera anglického krále Karla I. Stuarta, manželka Filipa I. Orleánského († 30. června 1670)
- 02. července – Abrahám od svaté Kláry, rakouský kazatel a spisovatel období baroka († 1. července 1709)
- 06. srpna – Louise de La Vallière, milenka francouzského krále Ludvíka XIV. († 6. června 1710)
- 13. srpna – Jan Seyfried z Eggenbergu, štýrský šlechtic a mladší bratr knížete Jana Kristiána I. z Eggenbergu († 5. listopadu 1713)
- 25. září – Ole Rømer, dánský matematik a astronom († 19. září 1710)
- 03. října – Adriaen Frans Boudewijns, vlámský malíř krajinář († 3. prosince 1719)
- 14. října – William Penn, kvaker, zakladatel Pensylvánie († 30. července 1718)
- 08. prosince – Marie d'Este, modenská princezna a parmská vévodkyně († 20. srpna 1684)
- neznámé datum
  - Bonne de Pons d'Heudicourt, francouzská šlechtična a milenka krále Ludvíka XIV. († 24. ledna 1709)
  - Macuo Bašó, japonský básník († 28. listopadu 1694)
  - Matthias Steinl, rakouský architekt, řezbář a sochař († 18. dubna 1727)
  - Antonio Stradivari, italský mistr houslař, nejslavnější představitel cremonské houslařské školy († 18. prosince 1737)
  - Jean Jouvenet, francouzský klasicistní malíř († 5. dubna 1717)
  - Malachiáš Welcker, převor oseckého kláštera a kronikář († 5. května 1712)
  - Galdan, mongolský vládce Džúngarského chanátu († 1697)

## Úmrtí

#### Česko
- 21. listopadu – Rafael Soběhrd Mnišovský, právník a spisovatel (* 1580)

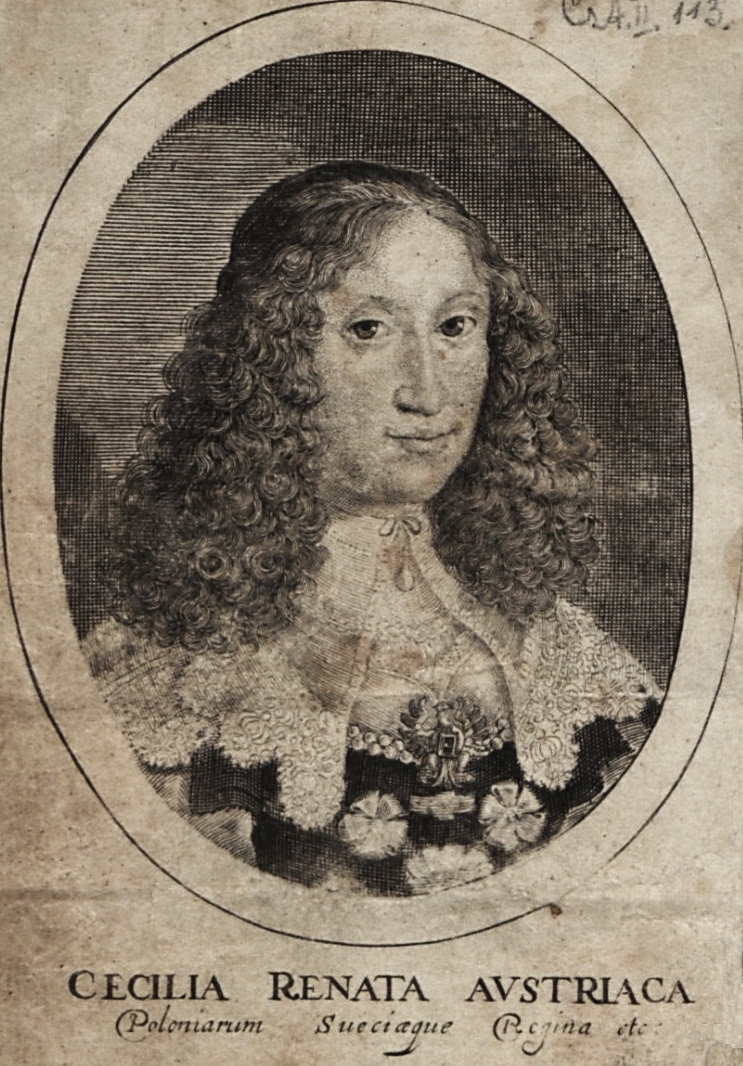
Cecílie Renata Habsburská († 24. března)

#### Svět
- 15. března – Luisa Juliana Oranžská, oranžsko-nassavská princezna, falcká kurfiřtka (* 31. března 1576)
- 24. března – Cecílie Renata Habsburská, polská královna, manželka polského krále Vladislava IV. Vasy (* 16. července 1611)
- 07. dubna – Carlo Carafa st. (biskup a nuncius), papežský diplomat a spisovatel (* 1584)
- 10. dubna – William Brewster, anglický úředník a cestující na lodi Mayflower (* 1568)
- 23. dubna – Leonard Helfried z Meggau, rakouský šlechtic a politik (* 1577)
- 25. dubna – Čchung-čen čínský císař (* 6. ledna 1611)
- 28. dubna – Žofia Bošňáková, uherská šlechtična (* 2. června 1609)
- 26. května – Alfons III. d'Este, vévoda z Modeny a Reggia (* 22. října 1591)
- 17. června – Anne de Montafié, francouzská šlechtična (* 21. července 1577)
- 18. června – Wouter Crabeth II, nizozemský malíř (* 1594)
- 26. července – Ondřej z Phú Yên, vietnamský římskokatolický katechumen a mučedník (* asi 1624)
- 29. července – Urban VIII., papež (* 5. dubna 1568)
- 2. srpna – Bernardo Strozzi, italský mnich řádu kapucínů a malíř-figuralista (* kolem 1581)
- 6. září –  Bruno III. z Mansfeldu, maltézský rytíř, voják a vrchní lovčí u císařského dvora (*13. září 1576)
- 6. října – Izabela Bourbonská, francouzská princezna, královna španělská, portugalská, neapolská a sicilská (* 22. listopadu 1602)
- 31. října – Íñigo Vélez de Guevara, španělský politik a diplomat (* 1566)
- 22. listopadu – Ján X. Druget, uherský šlechtic (* 1609)
- 27. listopadu – Francisco Pacheco, španělský malíř (* 3. listopadu 1564)
- 06. prosince – Kristina Poniatowská, dcera polského šlechtice, vizionářka (* 1610)
- 30. prosince – Jean-Baptiste van Helmont, vlámský chemik, fyzik a fyziolog (* 12. ledna 1577)
- neznámé datum
  - Seathrún Céitinn, irský kněz, básník a historik (* 1569)
  - Li C'-čcheng, čínský císař (* 22. září 1606)
  - Ignazio Albertini, italský houslista a hudební skladatel († 22. září 1685)
  - Petr Strozzi, hrabě, diplomat, vojenský velitel a dědic hořického panství (* ? 1626)
  - Ling Meng-čchu, čínský spisovatel (* 1580)

## Hlavy států
- Anglie – Karel I. (1625–1649)
- Francie – Ludvík XIV. (1643–1715)
- Habsburská monarchie – Ferdinand III. (1637–1657)
- Osmanská říše – Ibrahim I. (1640–1648)
- Polsko-litevská unie – Vladislav IV. Vasa (1632–1648)
- Rusko – Michail I. (1613–1645)
- Španělsko – Filip IV. (1621–1665)
- Švédsko – Kristýna I. (1632–1654)
- Papež – Urban VIII. (1623–1644) / Inocenc X. (1644–1655)
- Perská říše – Abbás II.